# シクロプロパベンゼン
| シクロプロパベンゼン | シクロプロパベンゼン                                      |
| -------------------- | --------------------------------------------------------- |
| 構造式               |                                                           |
| IUPAC名              | シクロプロパベンゼン ビシクロ[4.1.0]ヘプタ-1,3,5-トリエン |
| 別名                 | ベンゾシクロプロペン                                      |
| 分子式               | C7H6                                                      |
| 分子量               | 90.13                                                     |
| CAS登録番号          | 4646-69-9                                                 |
| 形状                 | 無色の液体                                                |

シクロプロパベンゼン (cyclopropabenzene) は、分子式 C7H6 の炭化水素で、ベンゼン環にシクロプロパン環が縮合した特異な化合物である。ビシクロ[4.1.0]ヘプタ-1,3,5-トリエン、ベンゾシクロプロペンとも呼ばれる。極めて不快な強い臭いを持つことが知られている化合物である。

## 性質
シクロペンタジエンなどとやや類似した、他のものにたとえようのない不快臭を持つ。その臭いは極めて強い。そのため合成する際には対策を充分にとる必要がある。

## 合成
ベンゼン環上にシクロプロパン環を縮合させる試みは1930年に初めて報告がされている。しかし、実際にその試みが成功したのは1964年になってからであった。3H-インダゾールの光照射による脱窒素分子によって初めてシクロプロパベンゼンの誘導体が合成された。この方法はシクロプロパベンゼンそのものには適用できない方法であったため、シクロプロパベンゼンの合成は別の方法によって達成された。
初めて合成に成功した方法は1,6-メタノ[10]アンヌレンとアセチレンジカルボン酸ジメチルのディールス・アルダー付加体を熱分解して、retro-ディールス・アルダー反応を起こすものであった。その後、1,4-シクロヘキサジエンにジクロロカルベンを付加させた後、付加体を塩基で処理して脱塩化水素し、シクロプロパベンゼンを得る簡便な方法が報告された。

## 反応性
シクロプロパベンゼンでもっとも反応性の高い部位はシクロプロパン環の単結合である。単結合がホモリシスを起こし、ビラジカルが生成する。銀塩を添加するとホモリシスは大きく促進される。生成したビラジカルは分子内や溶媒などの水素引き抜き反応を経て最終生成物を与える。一方酸を加えると、架橋部にプロトン化した後、シクロプロパン環がヘテロリシスを起こしてベンジルカチオンが生成する。このカチオンは酸の共役塩基によってトラップされる。
ヨウ素を加えると架橋部の二重結合に付加反応した後、架橋部が開裂してジヨードシクロヘプタトリエンとなる。一方、臭素との反応ではシクロプロパン環の単結合のホモリシスが起こり、α,o-ジブロモトルエンとなる。

## 構造
シクロプロパベンゼンの構造を2つのケクレ構造の共鳴混成体と考えると、それぞれのケクレ構造は架橋部の結合が単結合か二重結合となりその安定性が大きく異なる可能性がある。その場合、片方のケクレ構造の寄与が大きくなるために結合距離が交互に長さが変わることになると考えられた。
シクロプロパベンゼンそのものの構造は計算化学的な手法により求められたものが報告されているが、実験化学的なデータは2006年現在報告されていない。しかし、1,4-ジフェニル-7,7-ジ(メトキシカルボニル)シクロプロパベンゼンやナフト[b]シクロプロペンといった誘導体のX線構造解析の結果が報告されている。その結果によれば、架橋部の結合距離は1,4-ジフェニル-7,7-ジ(メトキシカルボニル)シクロプロパベンゼンで1.333Å、ナフト[b]シクロプロペンで1.368Åと二重結合性が強いことを示している。
しかし、それに隣接する結合の距離も1,4-ジフェニル-7,7-ジ(メトキシカルボニル)シクロプロパベンゼンで1.385Å、ナフト[b]シクロプロペンで1.337Åとやはり二重結合性が強いことを示している。これらの結果はシクロプロパベンゼンが単純にケクレ構造の共鳴混成体としては表せないことを示している。